# Raveniola recki
Raveniola recki is een spinnensoort in de taxonomische indeling van de bruine klapdeurspinnen (Nemesiidae).
Raveniola recki werd in 1983 beschreven door Mcheidze.